# Orestes (Kreutzer)
Orestes è un'opera eroica in 3 atti composta nel 1816 da Conradin Kreutzer su libretto di Georg Reinbeck.
Venne rappresentata per la prima volta a Praga il 6 maggio 1818.
L'opera venne proposta per una rappresentazione all'Opera Reale di Vienna, ma fu criticata e bocciata da Antonio Salieri, secondo quanto scritto da Kreutzer stesso in una lettera al collega Joseph Eybler del 17 maggio 1819.